# Szkolna Dywizja Polowa Nord
Polna Dywizja Szkoleniowa Nord (niem. Feldausbildungs-Division Nord) – jedna z niemieckich dywizji szkoleniowych. Utworzona w maju 1944 roku z przekształcenia 388 Polnej Dywizji Szkoleniowej. W lutym 1945 roku przekształcona w Polną Dywizję Szkoleniową Kurland. Dowódca – generał Johann Pflugbeil, skład - 2 pułki szkoleniowe grenadierów.